# Här kommer Vikingarna
Här kommer Vikingarna är ett studioalbum av det svenska dansbandet Vikingarna, inspelat i EMI Studio i Stockholm i juni 1974 och släppt på skivmärket Odeon senare under 1974. 

## Låtlista

### Sida A
1. Blonda svenska vikingar
2. Sommar varje dag (Le Mori Bond)
3. Pröva lite kärlek nå'n gång (Put A Little Love In Your Heart)
4. Nu längtar jag till sommarens sköna dagar
5. Det är du min vän (I Don't Mind)
6. Du e' flickan för mig (The Most Beautiful Girl)

### Sida B
1. En sån' ljuvlig sommardag
2. Maria
3. För 70 år se'n
4. Den allra första kärleken
5. En solig förmiddag
6. För alltid, ja alltid (For Ever And Ever)